# Jardin aux tournesols
Jardin aux tournesols est un tableau du peintre autrichien Gustav Klimt réalisé en 1907. Cette huile sur toile est une composition qui représente de nombreuses fleurs dans un jardin, parmi lesquelles quelques tournesols. L'œuvre est conservée à l'Österreichische Galerie Belvedere, à Vienne.